# 両宮山古墳群
両宮山古墳群（りょうぐうざんこふんぐん）は、岡山県赤磐市にある古墳群。2基が国の史跡に指定されている。「西高月古墳群（にしたかつきこふんぐん）」とも。

## 概要

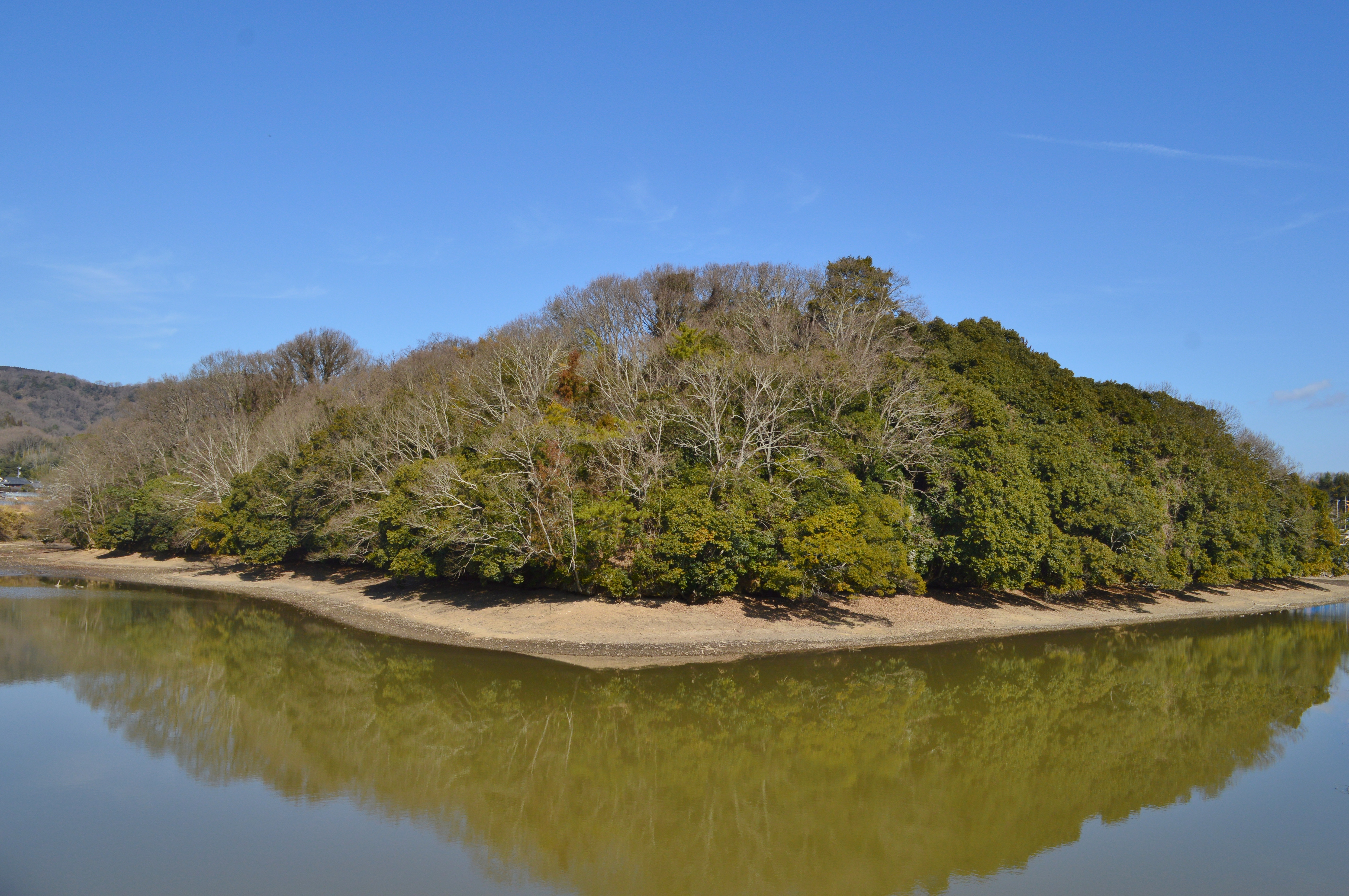
両宮山古墳

岡山県南部、吉備地方南東部の備前地方に分布する古墳群である。前方後円墳4基・帆立貝形古墳2基などから構成され、主墳の両宮山古墳は岡山県第3位の規模の巨大古墳になる。周辺では、後世に備前国分寺も営まれている。
古墳群のうち、1927年（昭和2年）に両宮山古墳の古墳域が国の史跡に指定され、1978年（昭和53年）に和田茶臼山古墳の古墳域が史跡「両宮山古墳」に追加指定された。また2007年（平成19年）には、小山古墳の石棺が赤磐市指定有形文化財に指定されている。

## 一覧
| 古墳名                                    | 所在地           | 座標                                                                         | 形状         | 墳丘長 | 築造時期  | 史跡指定 | 備考                                                                          |
| ----------------------------------------- | ---------------- | ---------------------------------------------------------------------------- | ------------ | ------ | --------- | -------- | ----------------------------------------------------------------------------- |
| 両宮山古墳 （りょうぐうざんこふん）       | 赤磐市穂崎・和田 | 北緯34度44分23.20秒 東経134度0分9.36秒 / 北緯34.7397778度 東経134.0026000度  | 前方後円墳   | 206m   | 5c後半    | 国の史跡 | 古墳総長349メートル（周濠を含む全長） 岡山県第3位の規模の巨大古墳             |
| 和田茶臼山古墳 （わだちゃうすやまこふん） | 赤磐市和田       | 北緯34度44分29.40秒 東経134度0分6.11秒 / 北緯34.7415000度 東経134.0016972度  | 帆立貝形古墳 | 55m    | 5c後半-末 | 国の史跡 | 史跡「両宮山古墳」に包含 両宮山古墳の陪塚か                                   |
| 森山古墳 （もりやまこふん）               | 赤磐市穂崎       | 北緯34度44分16.66秒 東経134度0分17.66秒 / 北緯34.7379611度 東経134.0049056度 | 帆立貝形古墳 | 82m    | 5c後半    | なし     | 両宮山古墳に続く首長墓か 北側の正免東古墳（非現存）は陪塚か                   |
| 廻り山古墳 （まわりやまこふん）           | 赤磐市岩田       | 北緯34度44分19.52秒 東経134度0分27.37秒 / 北緯34.7387556度 東経134.0076028度 | 前方後円墳   | 47m    | 6c前半    | なし     |                                                                               |
| 朱千駄古墳 （しゅせんだこふん）           | 赤磐市穂崎       | 北緯34度44分1.06秒 東経133度59分57.24秒 / 北緯34.7336278度 東経133.9992333度 | 前方後円墳   | 85m    | 5c末      | なし     | 竜山石製の組合式長持形石棺の出土 （現在は岡山県立博物館展示） 副葬品出土      |
| 小山古墳 （こやまこふん）                 | 赤磐市穂崎       | 北緯34度44分3.65秒 東経134度0分33.80秒 / 北緯34.7343472度 東経134.0093889度  | 前方後円墳   | 67m    | 5c末      | なし     | 後円部墳頂に阿蘇溶結凝灰岩（阿蘇石）製の古式家形石棺 （赤磐市指定有形文化財） |

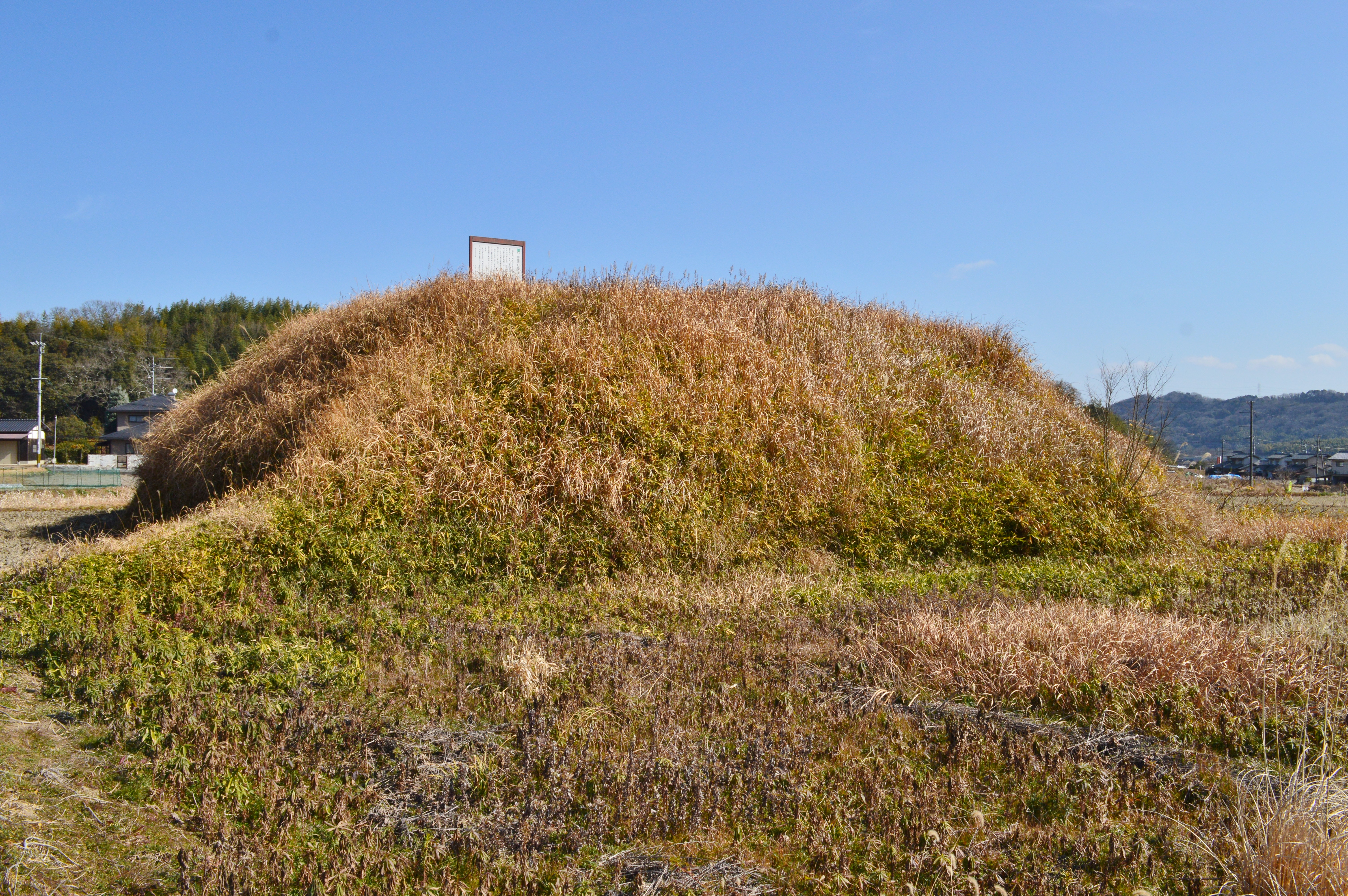
和田茶臼山古墳
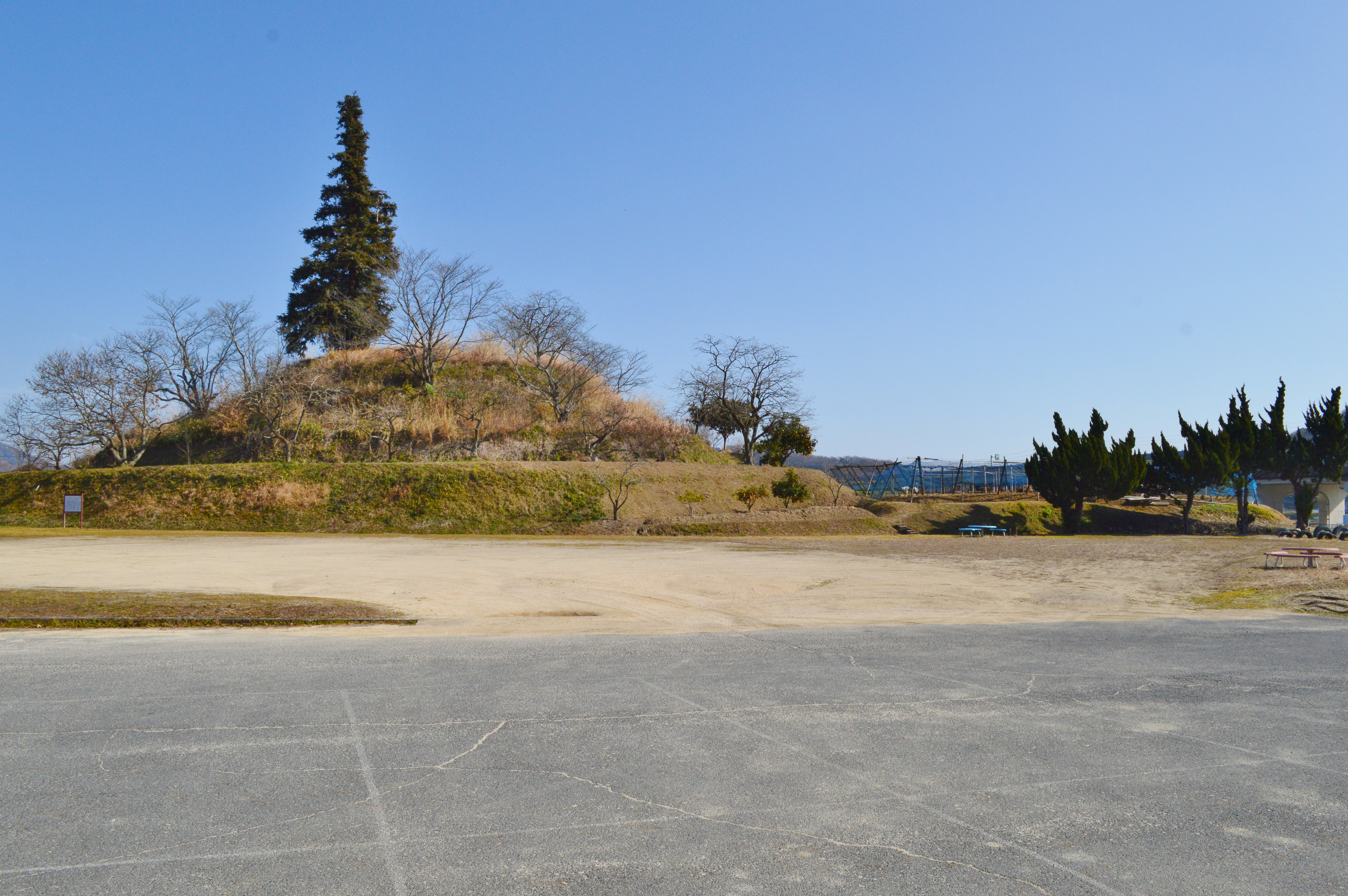
森山古墳
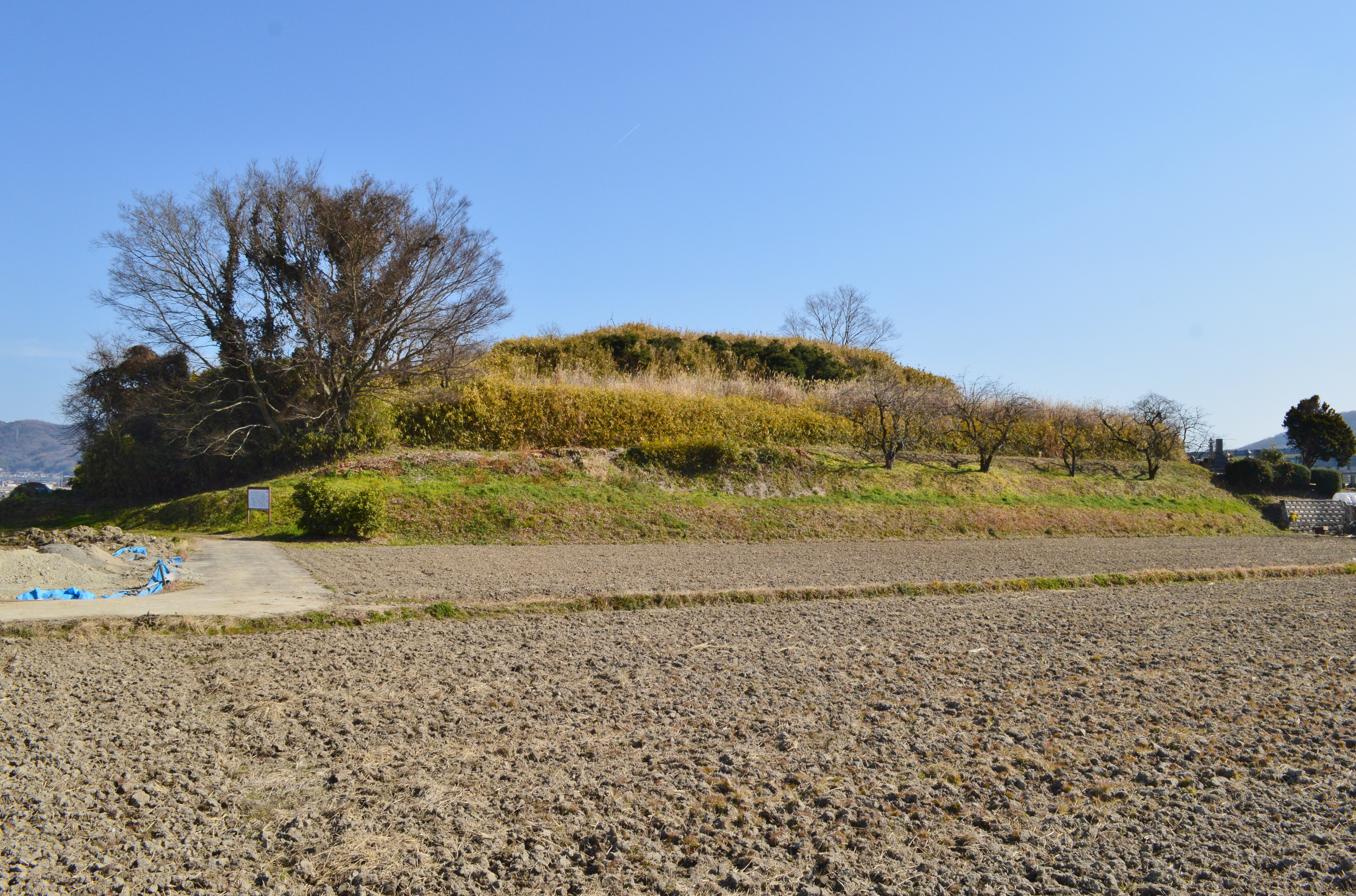
廻り山古墳
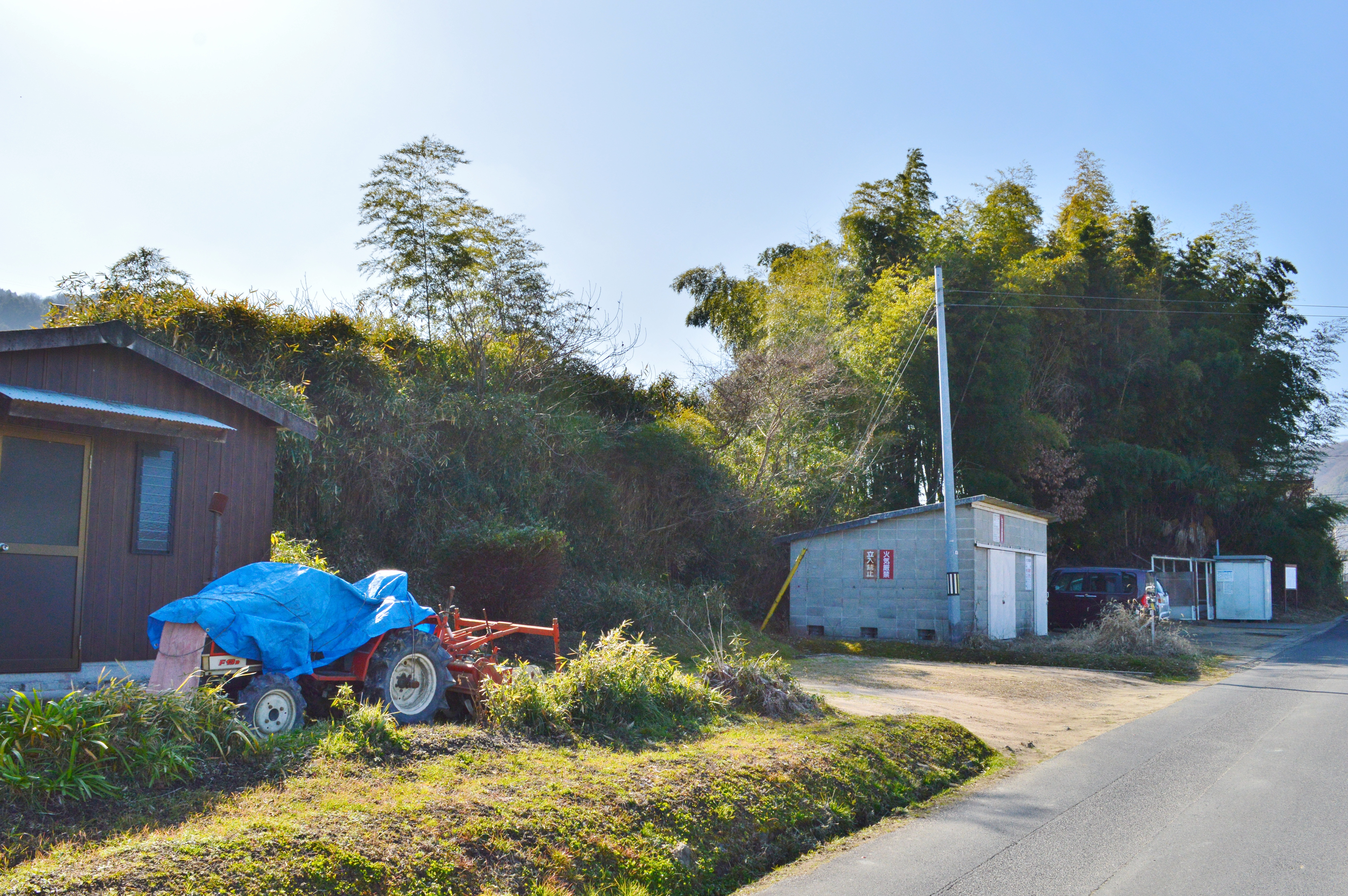
朱千駄古墳
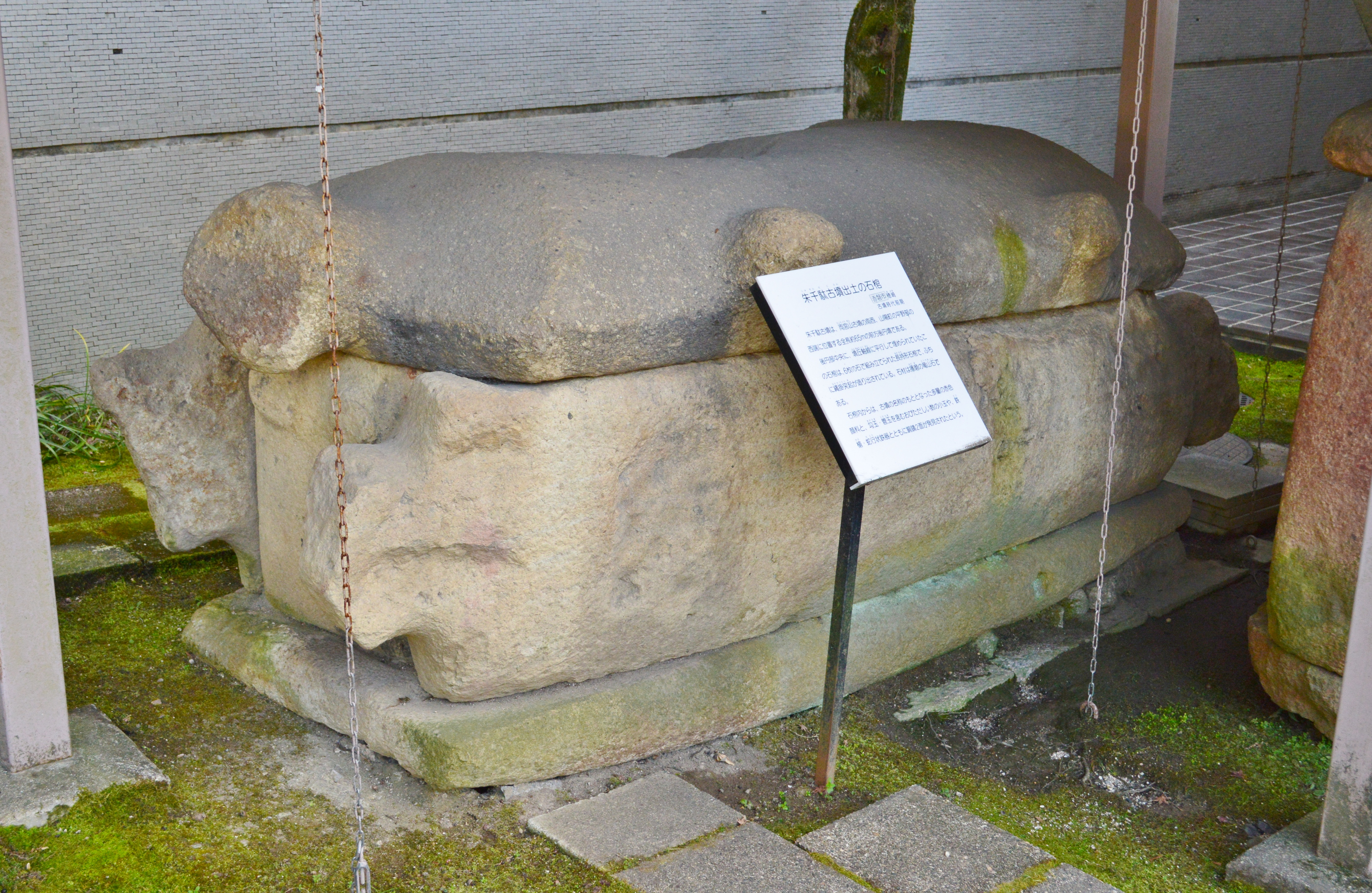
朱千駄古墳出土 長持形石棺 岡山県立博物館玄関前展示。
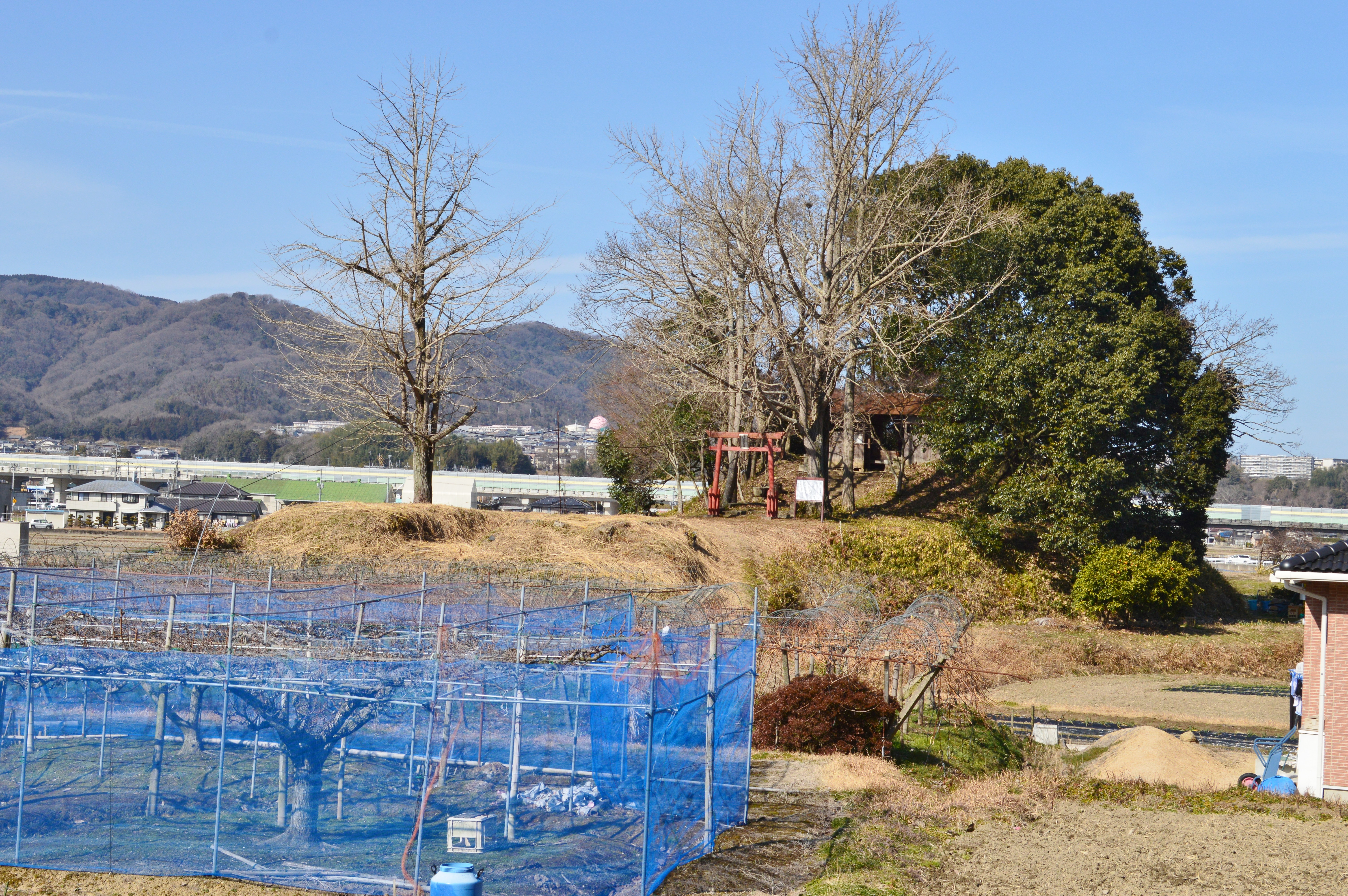
小山古墳
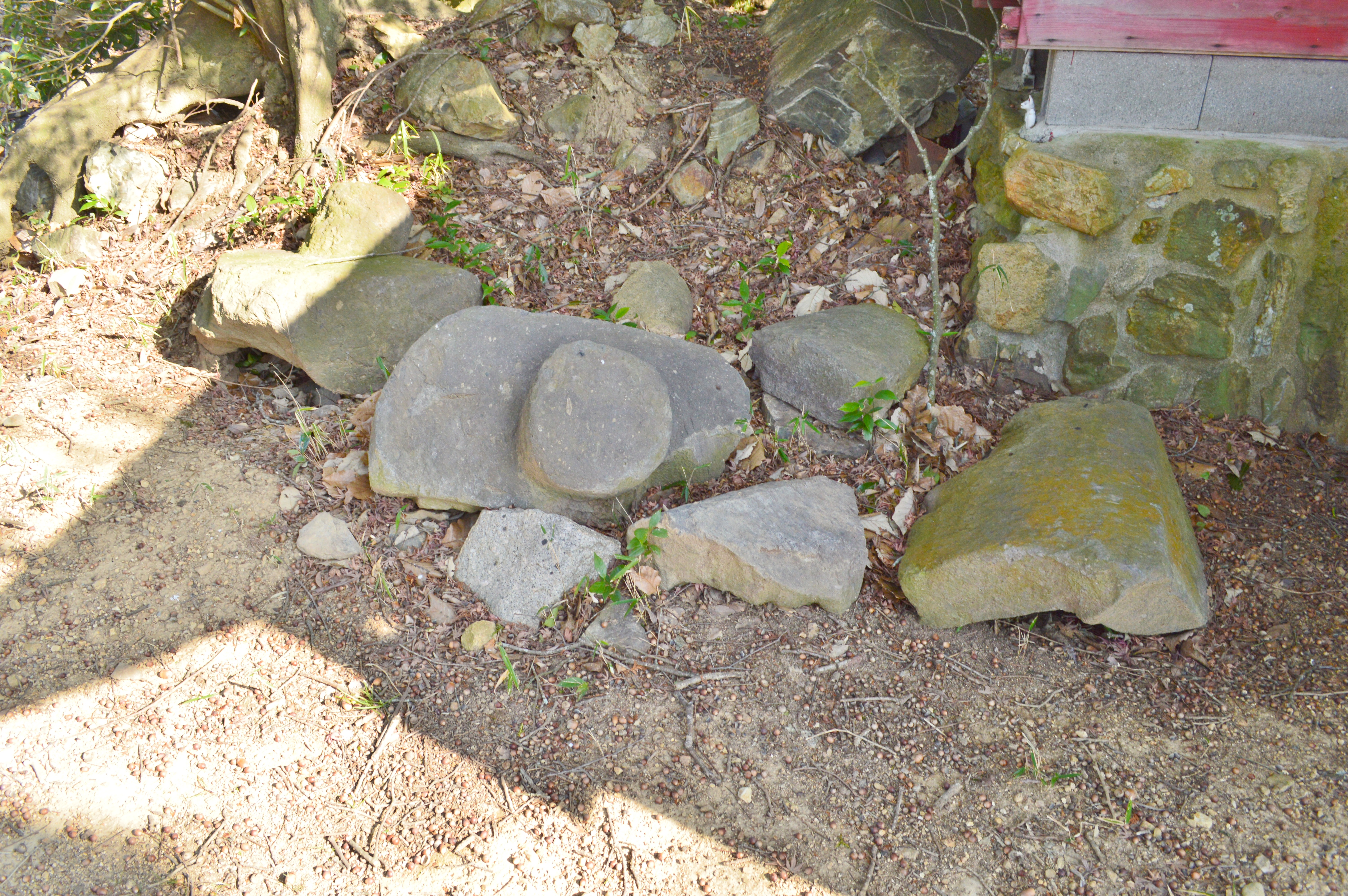
小山古墳の石棺片